# Numen
Numen je latinské označení pro moci a vůle božstva. Výraz vychází nejspíše z rekonstruovaného výrazu *nuō „kývat (hlavou) doplněného o příponu -men která slouží k vytváření neuter. Tato etymologie se objevila už 1. století př. n. l.  u Varra, který toto slovo spojil s nūtus „kývnutí, příkaz, vůle“, které má obdobný původ. Před vznikem římského císařství se výraz vždy užíval společně s genitivem jména božstva ke kterému naležel a hovořilo se tak například o „numen Jova“.
Výraz numen byl také užíván od 2. století př. n. l. pro božskou moc vyvolávající posvátnou bázeň či děs. V době počátku císařství se slovo numen také počalo používat jako synonymum pro slovo deus. Ještě později pak byly jako numen označovány různé duchovní bytosti, ale použití toho slova v kontextu starších dob je anachronické.
Numen bylo také srovnáváno s polynéskou manou, a v duchu animatismu, s dalšími údajnými neosobními, předteistickými koncepty, které měly stát na počátku náboženství. Mezi zastánce takového výkladu patřil například klasičtí učenci Hendrik Wagenvoort, Herbert Jennings Rose a Kurt Latte nebo antropolog James Frazer a historik William Warde Fowler. V tomto duchu označuje numen za „božstva okamžiku“ historik Bořek Neškudla, který je považuje za pozůstatek animistické fáze římského náboženství. Pozdější badatelé, například klasičtí historici Michael Grant a Robert Schilling nebo lingvista Georges Dumézil však takovou souvislost i existenci nějaké animistické fáze v římské náboženství odmítli.